# 理查德·伍德
理查德·伍德（英語：Richard Wood；1985年7月5日—）是一位英格蘭足球運動員。出身錫周三青訓系統，場上的位置是後衛，現效力於英甲球會洛達咸。曾被借用到克勞利鎮足球俱樂部和弗利特伍德镇足球俱乐部。

## 外部連結
- 足球数据库：理查德·伍德的球员统计数据